# Amministrazione civile
Amministrazione civile è una rivista bimestrale di approfondimento istituzionale e politico, con particolare attenzione ai temi dell'amministrazione civile, dei rapporti tra Stato ed Enti locali, della sicurezza, del soccorso pubblico e dell'immigrazione.  È edita dal ministero dell'Interno e dalla casa editrice Maggioli.

## Storia
La rivista è stata fondata dal ministero dell'Interno nel 1957 con Massimo Severo Giannini ed è stata per anni il più autorevole luogo di approfondimento per gli studi amministrativi. Dopo alcuni alti e bassi, che hanno portato anche a un periodo di sospensione delle pubblicazioni, è stata rilanciata dal ministro Giuliano Amato, e dal responsabile della comunicazione del Viminale Fabrizio Forquet,  nel 2008. A dirigerla sono stati chiamati prima Mario Pirani e poi Aldo Carboni. La rivista ha ospitato articoli del capo dello Stato, Giorgio Napolitano, e dei maggiori studiosi e vertici istituzionali.

## Scopi
Gli scopi della rivista sono:
- Promozione della cultura delle riforme tra la classe dirigente italiana e l'amministrazione pubblica;
- Approfondimento sulle materie dell'amministrazione civile e in generale di competenza del ministero dell'Interno;

## Persone
- Presidente del comitato direttivo: Giuliano Amato
- Direttore responsabile: Aldo Carboni
- Direttore editoriale: Fabrizio Forquet
- Comitato direttivo: Mario Morcone, Carlo Mosca, Giulio Napolitano, Mario Pirani, ANGELA PRIA, GIANFRANCO ROMAGNOLI, Mario Savino, Luciano Vandelli, Giulio Vesperini
- Redazione: Paola Alunni, Alessandro Grilli (caporedattore), Daniela Pugliese (caposervizio) [collegamento interrotto]